# Thasus odonnellae
Thasus odonnellae är en insektsart som beskrevs av Schaefer, Packauskas in Brailovsky, Schaefer, Barrera och Packauskas 1995. Thasus odonnellae ingår i släktet Thasus och familjen bredkantskinnbaggar. Inga underarter finns listade i Catalogue of Life.